# San Geronimo
San Geronimo é uma Região censo-designada localizada no estado americano da Califórnia, no Condado de Marin.

## Demografia
Segundo o censo americano de 2000, a sua população era de 436 habitantes.

## Geografia
De acordo com o United States Census Bureau tem uma área de 3,9 km², dos quais 3,9 km² cobertos por terra e 0,0 km² cobertos por água. San Geronimo localiza-se a aproximadamente 59 m acima do nível do mar.

## Localidades na vizinhança
O diagrama seguinte representa as localidades num raio de 16 km ao redor de San Geronimo.